# Piloña
Piloña és un conceyu en la zona centreoriental de la comunitat autònoma del Principat d'Astúries. La capital és L'Infiestu. Limita al nord amb Villaviciosa i Colunga, a l'est amb Parres, a l'oest amb Nava i Cabranes i al sud amb Ponga, Casu, Sobrescobiu i Llaviana. Comprèn una extensió total de 283, 89 km², i una població de 8.243 habitants (INE 2007). El conceyu de Piloña està format per 24 parròquies: Anayo, L'Arteosa, Belonciu, Boriñes, Cerecea, Coya, Espinaréu, Lludeña, La Marea, Miyares, Los Montes, Pintueles, Ques, Santana de Maza, San Román, San Xuan de Berbío, Sebares, Sellón, Sorribes, El Tozu, Valle, Vallobal i Villamayor. L'Infiestu, a la riba del ric Piloña és la capital del conceyu que pren el nom del seu riu. És el nucli més poblat del territori encara que en aquests últims temps ha sofert un descens a causa de l'emigració. Important també és el festival de l'avellana que se celebra aquí, que fomenta el cultiu d'aquest fruit així com la seva utilització en la rebosteria tradicional i moderna.

## Geografia
El solc és muntanyenc amb petits valls penetrants i estrets, i diverses muntanyes amb molta pendent però altituds no molt pronunciades. La major part del terreny està sumida en una depressió d'edat terciària en direcció est-oest i recorreguda pel riu Piloña. Gràcies als estudis geològics en la regió es va veure que diferents faixes provinents de Casu formaven una corba semielíptica en el conceyu, veient com en la zona centre predominava l'arenisca grisa, així com calcària i altres elements. Són coneguts els bancs de carbó en La Marea, havent altres menors en Sotieḷḷo i Boriñes. Hi ha faixes de pissarra en la serra de Quess i la serra de Cayón.
Topogràficament parlant Piloña està embolicada per un conjunt de serralades, muntanyes, becs, etc., estant la seva cota mínima en L'Infiestu amb 150 metres i la seva màxima elevació en el Pic Vízcares amb 1.419 metres. Pel nord destaca la Serra del Sueve i que abasta els conceyos de Colunga, Caravia i Parres a més d'aquest. També tenim al nord-oest el cordal Piloña-Cabranes-Villaviciosa amb la forest de l'Otro com major altura (653 metres). En la zona central destaquem la serra de Grandasllanas amb el turó del Rosellón com accident més destacat (1.125 metres), la serra de Quess i la serra del Pino. Un poc més baix està la serra de Bedular amb la Peña Ñiaño amb 1.075 metres, la serra de Priede, la serra de Pesquerín i la serra de la Frecha. I en la part limítrofa meridional tenim la serra de Sellón, la serra de Tameces i la serra d'Aves, on es troba el pic Vízcares.

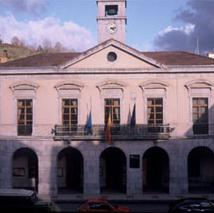
Ajuntament de Piloña

De la seva xarxa hidrogràfica hi ha el riu Piloña, també anomenat riu gran, que neix en la muntanya de Villamayor en el conceyu de Bimenes, travessa Nava, ingressa en el conceyu de Piloña per Coya, penetrant posteriorment en Parres, on s'uneix al riu Sella a Arriondas. Al seu pas per Piloña el riu recull aigües de diferents rius, regues, i rierols que tiren les seves aigües en ell. Són de destacar el riu Mon, el riu de la Cova, l'Espinadero, la Valle, la rega de Corujedo, la rega la Mina, el rierol de carocea, la rega seca i el riu Boriñes, el qual té en el seu naixement la font de les famoses aigües minero-medicinals.
El clima de la zona és oceànic, temperat, humit, i plujós, encara que sofreix petites variacions per l'ordenació del terreny i la seva diferent orientació i altitud. L'atmosfera es troba moltes vegades saturada de vapor aquós, ajudant a aquest fenomen els freqüents vents del nord i nord-oest que sacsegen la regió. La temperatura mitjana anual és de 12 °C.
La vegetació és molt variada i exuberant, predominant els boscos de fajos roures, castanys, avellaners, pins i eucaliptus havent també cultius de nogueres i pomeres.

## Demografia
Històricament Piloña es va caracteritzar per ser un conceyu creixent, poblacional i demogràficament parlant, fins a la primera meitat del segle xx, en el qual l'emigració a terrenys ultramarins primer, i les sortides al centre d'Europa i els centres industrials del Principat després, van bufar nous vents i es va veure com a poc a poc es reduïa la seva població de gairebé 20.000 habitants en 1930 a 8.799 en l'actualitat, tenint una densitat de població de 34,3 habitants/km².
Així tot, les estructures demogràfiques comencen a desequilibrar-se, amb un gradual envelliment de la població, encara que la relació entre homes-dones es troba bastant parella, sent una de les més equilibrades del Principat d'Astúries. El nucli més important de població avui dia és la seva capital L'Infiestu que concentra més del 20% del total, seguit de les poblacions de Villamayor i Sevares, sent element comú en les tres el pas del riu Piloña i de la carretera N-634.

## Economia
El sector agropecuari, històricament, va ser el principal suport econòmic del municipi, sent relegat en aquesta funció actualment pel sector terciari dels serveis, que és el qual major nombre d'ocupacions genera avui dia. Tanmateix, encara el sector primari té una important presència en el conceyu, representant a un total del 34,85% de l'ocupació local, sent la ramaderia la principal activitat, tenint la cabanya bovina, tant per a la seva producció làctia com cárnica, la qual major implantació té.
Quant als terrenys, val a dir que un 3% correspon a cultius, un 32% a pastures i un 50% és d'ús forestal. El sector secundari i de la construcció, empra a un total del 28,65% de la població ocupada, sent aquesta última activitat la qual es duu la major proporció. Li segueixen la indústria alimentosa i les de fusta, suro i moble. Finalment, al sector terciari de serveis correspon un 36,5% sent el comerç i l'hostaleria la destinació majoritària. Aquest sector ha estat l'únic que ha crescut en els últims anys, encara que no en una gran proporció, degut en gran part que moltes funcions de caràcter comarcal han estat assumides per Arriondas, capital del conceyu de Parres. La major part de les llicències comercials es concentren a L'Infiestu, capital municipal.

## Història

### Prehistòria i època romana
Es pot afirmar que el territori Piloñes ja va ser poblat en l'època prehistòrica paleolítica gràcies a les troballes descobertes en les coves de Aviau, Espinareu, Coñareu, la Peña Ferrán, la Peña Sorribes en Sevares i La cova del Sidrón a Boriñes, on són de gran importància les figures allí trobades. De l'etapa neolítica es té constància de l'aparició de diversos útils com els procedents de la cova de Vall o els del Dolmen de Coya i que avui es troben desapareguts. Estudis realitzats posteriorment ens mostren una important ocupació megalítica estenent-se per tot el conceyu aquests vestigis històrics, sent els més destacats els oposats en el Mont Cayón, on va ser trobat una forest tumular, actualment destruït. De l'edat de ferro són diversos assentaments en forma de castros que estan dispersos pel territori. Tenim mostres castrenses en el Cierrón de Castiellu, Argandenes, La Forca, La Coroña Castru, Sorribes i Antrialgo. Es creu que aquests assentaments estaven formats per la tribu Lugonnes, de filiació cèltica i que tenia el seu capital a Paelontium, actualment denominada Belonciu. Apareixen dues làpides que mostren l'existència d'aquesta tribu, una en les proximitats del Sueve que resa "Asturum et Luggonum" i altra que resa "Luggoni Arganticaeni" i que alguns relacionen amb Argandenes.
De l'època de la romanització es conserven dos deixants en el conceyu, una a Villamayor referida al poble Viroménico, i altra en els voltants de l'església Boriñes i que es refereix al Ablaidico. De l'etapa de la monarquia astur, el barri Piloñes és lloc obligat de passada entre la zona central asturiana i les valls orientals de la província. La crònica que narra el desplaçament de Pelai I d'Astúries des de Gijón a Covadonga (Cangues d'Onís) per a iniciar la reconquesta, dona constància d'aquests fets.

### Edat mitjana i edat moderna
En l'època de l'alta edat mitjana és on apareixen les primeres documentacions del conceyu Pilones. El riu ja apareix amb diversos topònims del tipus "Pialonia". En el "liber testamentorum" de la catedral d'Oviedo apareixen referències al territori Piloñes, com ho demostren dues donacions. Una d'elles fa referència de la donació efectuada per Ramiro II, fill d'Alfons III d'Astúries i la reina Jimena, en l'any 926, on dona al bisbat ovetenc diverses esglésies i terrens de Piloña. L'altra referència es refereix a la donació tira per Elo Guterriz en l'any 1090 del monestir de San Pedro de Sevares. Durant l'època mmedieval van ser constants les adquisicions per part d'entitats eclesiàstiques de llocs del conceyu. Durant els segles XII, xiii, i xiv apareix el territori piloñes amb certa personalitat administrativa, havent un document de 1247 pertanyent a Sant Pelai i en la qual parla del nomenament d'un "tenente" per a les demarcacions de Siero, Nava, Piloña i Casu.
En 1314 es parla del càrrec real de Notari Públic a Piloña. El conceyu és un dels que assisteix en 1378 a la junta en la sala capitular de la catedral d'Oviedo i que és el germen per a la formació de la Junta General del Principat. Existien en el territori Pilones diversos vedats senyorials, com els de Lodeña, la casa dels quals i torre encara es conserva avui dia, Viyao, Vallín i Bedoll. Tots aquests vedats van ser agregats de manera definitiva al conceyu en l'any 1827.
En el segle xviii es creen en Piloña l'obra pia en la qual s'ensenyen matèries teològiques, del llatí, de geografia i comptabilitat mercantil. Les primeres escoles públiques que es van obrir van ser les de L'Infiestu en 1785, no arribant als altres pobles del conceyu fins a un segle després.

### Edat contemporània
L'entrada del segle xix comença amb la guerra de la Independència, notant-se en tot el territori. En 1810 es concentren en L'Infiestu les tropes espanyoles del general Llano Ponte amb la intenció de frenar l'avanç de les tropes del general Bonet, que van arribar a produir un incendi al monestir de Villamayor. La primera guerra carlina també va convertir a L'Infiestu en escenari de lluites. A partir de la segona meitat de segle es creen les primeres indústries en la zona, com llagares de sidra, fàbriques de xocolates, formatges i sagins i més tard una sucrera. També s'obre la carretera d'Oviedo a Ribadesella i s'acaba la construcció del ferrocarril en 1891. El creixement demogràfic i l'escassesa de recursos empenyen a molta gent a emigrar a ultramar.
El segle xx comença amb la fundació d'un gremi artesanal i l'aparició de la primera societat agrícola. La revolució del 34 i la Guerra Civil deixen en el conceyu cruents combats, pertanyent al bàndol republicà derrotat en 1937 i que en la seva retirada van volar el pont de L'Infiestu. Igual que altres conceyos veïns i muntanyencs, durant la postguerra Piloña va ser zona de refugi per a guerrillers que estaven amagats.

## Política
En el conceyu de Piloña, des de 1979, el partit que ha governat més temps ha estat el PSOE. L'alcalde és, des de 2007, Camilo Montes Días.
|      | PP | PSOE | Altres | Total |
| ---- | -- | ---- | ------ | ----- |
| 2003 | 7  | 6    | 0      | 13    |
| 2007 | 6  | 6    | 1      | 13    |